# Bureja (Ort)
Bureja (russisch Бурея) ist eine Siedlung städtischen Typs in der Oblast Amur (Russland) mit 3482 Einwohnern (Stand 1. Oktober 2021).

## Geographie
Die Siedlung liegt im Osten der Seja-Bureja-Ebene, etwa 170 Kilometer (Luftlinie) südöstlich der Oblasthauptstadt Blagoweschtschensk. Fünf Kilometer östlich des Ortes fließt die gleichnamige Bureja, die 50 Kilometer südwestlich als einer seiner bedeutenden Nebenflüsse in den Amur mündet.
Bureja gehört zum Rajon Bureja, dessen Verwaltungszentrum Nowobureiski 7 Kilometer östlich direkt am rechten Bureja-Ufer liegt.

## Geschichte
Der Ort entstand im Zusammenhang mit dem Bau der Amureisenbahn von Kuenga unweit Sretensk in Transbaikalien nach Chabarowsk, als hier 1913 eine nach dem nahen Fluss benannte Station mit zugehöriger Siedlung errichtet wurde.
1929 wurde der Status einer Siedlung städtischen Typs verliehen.

### Bevölkerungsentwicklung
| Jahr | Einwohner |
| ---- | --------- |
| 1939 | 6131      |
| 1959 | 8312      |
| 1970 | 7702      |
| 1979 | 7263      |
| 1989 | 6736      |
| 2002 | 5598      |
| 2010 | 4833      |
| 2021 | 3482      |

(Anmerkung: Volkszählungsdaten)

## Wirtschaft und Infrastruktur
In Bureja gibt es Betriebe des Eisenbahnverkehrs (Lokomotivdepot, Werkstätten zur Fahrzeug- und Streckenunterhaltung).
Bureja ist Station der Transsibirischen Eisenbahn (Streckenkilometer 8030 ab Moskau), die fünf Kilometer östlich die Bureja auf zwei parallelen, eingleisigen Brücken überquert (Länge Richtung Wladiwostok 581 km, Richtung Moskau 596 m). In Bureja zweigt eine Nebenstrecke in das knapp 50 Kilometer entfernte Raitschichinsk und das die Stadt umgebende Braunkohlenbergbaugebiet ab.